# Дангалах
Дангалах (д/н — бл. 600 до н. е.) — цар Манни близько 630—600 років до н. е.

## Життєпис
Син або онук царя Уаллі. Посів трон близько 630 року до н. е. Продовжив політику попередника, зберігаючи вірність Ассирії. Дія разом зі скіфами, забезпечуюючи ассирійський вплив в регіоні.
617 року до н. е. приєднався до ассирійського війська на чолі із Сін-шар-ішкуном, але у битві проти вавилонського царя Набопаласара біля Кабліну ассирійці та їх васали зазнали нищівної поразки. У 616 році до н. е. мідійських цар Хувахштра вдерся до власне земель Манни, які захопив. 615 року до н. е. Дангалах визнав зверхність Мідії. Хуванхштра зберіг за ним трон, оскільки не зникла загроза з боку скіфів та й ассирійський цар продовжив спротив.
Панував Дангалах до 600 року до н. е. Про його спадкоємця нічого невідомо, але ймовірно у 590 році до н. е. залежний статус й сам титул царя Манни було скасовано, а її землі приєднано до мідійськогоц арство, де було поставлено намісника.